# Manfred Kranich
Manfred Kranich (* 1936) ist ein deutscher Schauspieler und Hörspielsprecher.

## Leben
Manfred Kranich wurde 1936 geboren und besuchte die Schauspielschule in Frankfurt am Main. Es folgten Engagements in Erfurt, Karl-Marx-Stadt, Brandenburg, Magdeburg und Halle (Saale). Ab der ersten Hälfte der 1980er Jahre lebte er in der Bundesrepublik Deutschland und war dort am Hessischen Staatstheater in Wiesbaden engagiert. Hier begann er mit seiner Ehefrau, der Schauspielerin Sigrid Skoetz, und dem 1983 in München geborenen gemeinsamen Sohn Hans Kranich, die Räumlichkeiten des Wiesbadener Walhallas zu einem Theater umzubauen. Dieses wurde 2001 eröffnet und hatte neben dem Theaterbetrieb noch viele andere kulturelle Möglichkeiten, so auch einen Kinobetrieb, dessen Leiter Manfred Kranich war, zu bieten. Das Theater Walhalla am Mauritiusplatz wurde 2007 von der Stadt Wiesbaden gekauft und bis Ende 2016 von ihm und seiner Familie weiterbetrieben. Nach dem unfreiwilligen Auszug wurde die Spielstätte Walhalla im Exil in der Wiesbadener Nerostraße eröffnet.
Für Filmaufnahmen und das Fernsehen stand er mehrfach vor der Kamera. Er wirkte für einige Spielfilme als Synchronsprecher sowie auch als Hörspielsprecher.
Manfred Kranich wohnt mit seiner Frau in Wiesbaden.

## Filmografie
- 1964: Verflixte Bande (Fernsehfilm)
- 1964: Egon und das achte Weltwunder (Fernsehfilm)
- 1965: Entlassen auf Bewährung
- 1972: Die große Reise der Agathe Schweigert (Fernsehfilm)
- 1973: Der Tod in der Flasche
- 1974: Ich war in Honolulu – wetten? (Fernsehfilm)
- 1978: Jörg Ratgeb, Maler
- 1982: Der Staatsanwalt hat das Wort: Ich bin Joop van der Dalen (Fernsehreihe)
- 1980: Polizeiruf 110: Vergeltung? (Fernsehreihe)
- 1981: Polizeiruf 110: Alptraum
- 2002: Das Verlangen

## Theatrografie
- 1959: Friedrich Schiller: Wilhelm Tell (Kunz von Gersau und 2. Gesell – Doppelrolle) – Regie: Eugen Schaub (Städtische Bühnen Erfurt)
- 1961: Friedrich Schiller: Die Jungfrau von Orleans (Dauphin) – Regie: Eugen Schaub (Städtische Bühnen Erfurt, Freiluftaufführung auf den Erfurter Domstufen)
- 1965: William Shakespeare: Was ihr wollt (Orsino) – Regie: Heiner Möbius (Brandenburger Theater)
- 1969: Rainer Kerndl: Die seltsame Reise des Alois Fingerlein (David) – Regie: Wolfram Krempel (Städtische Bühnen Karl-Marx-Stadt)
- 1969: Alfred Matusche: Das Lied meines Weges (Ernst) – Regie: Jochen Ziller (Städtische Bühnen Karl-Marx-Stadt)
- 1974: Wsewolod Wischnewski: Optimistische Tragödie – Regie: Werner Freese (Brandenburger Theater)
- 1975: Rolf Schneider nach Johann Nestroy: Die beiden Nachtwandler (Lord Howart) – Regie: Peter Sodann (Brandenburger Theater)
- 1977: Günter Kaltofen / Hans Pfeiffer: Salut an alle. Marx – Regie: Kurt Reginbogin (Brandenburger Theater – Podiumsbühne)
- 1977: Wolf Müller nach Maxim Gorki: Paradies auf Erden (Bukejew) – Regie: Wladimir Andrejew (Brandenburger Theater)
- 1978: Jordan Raditschkow: Januar (Mijal) – Regie: Gert Jurgons (Brandenburger Theater – Kammerspiele)
- 1978: Friedrich Dürrenmatt: Die Physiker (Einstein, Geheimagent) – Regie: Gert Jurgons (Brandenburger Theater)
- 1979: Helmut Bez: Jutta oder die Kinder von Damutz (Melchior) – Regie: Peter Sodann (Brandenburger Theater)
- 1981: Martin Walser: Die Zimmerschlacht (Felix) – Regie: Klaus Helfricht (Landestheater Halle/Saale)
- 1981: Paul Gratzik: Handbetrieb (Betriebsleiter/Landpfarrer) – Regie: Hella Müller (Landestheater Halle/Saale)
- 1981: Rainer Kerndl: Ein Plädoyer für die Suchenden (Bellin, Abteilungsleiter) – Regie: Ulf Keyn (Landestheater Halle/Saale)
- 1985: Gerhart Hauptmann: Die Ratten (John, Maurerpolier) – Regie: ? (Hessisches Staatstheater Wiesbaden – Kleines Haus)
- 1990: Gaston Salvatore: Lektionen der Finsternis (Modeste) – Regie: Annegret Ritzel (Hessisches Staatstheater Wiesbaden)
- 2003: Gunther Beth/Alan Cooper: Der Neurosen-Kavalier – Regie: Claus Biederstaedt (Tournee-Theater Thespiskarren Hannover)

## Hörspiele
- 1981: Freddy Artiles: Wir leben in der Stadt (Alberto) – Regie: Walter Niklaus (Hörspiel – Rundfunk der DDR)
- 1986: Jason Dark: Die Rache der Horror-Reiter (Larry Oakes) – Regie: Erwin Scherschel (Hörspiel aus der Reihe Geisterjäger John Sinclair – Tonstudio Braun)
- 1986: Jason Dark: Zombis auf dem Roten Platz (Clown) – Regie: Erwin Scherschel (Hörspiel aus der Reihe Geisterjäger John Sinclair – Tonstudio Braun)
- 1987: Jason Dark: Ich stieß das Tor zur Hölle auf (Eagle) – Regie: Erwin Scherschel (Hörspiel aus der Reihe Geisterjäger John Sinclair – Tonstudio Braun)